# DEP结构域
DEP结构域（英語：DEP domain）是一种球状的蛋白质结构域，名字来源于散乱蛋白、Egl-10和普列克底物蛋白（Dishevelled, Egl-10 and Pleckstrin）的首字母缩写，含有约80个氨基酸残基，与G蛋白信号通路有关。